# Myrosławka (przystanek kolejowy)
Myrosławka (ukr. Мирославка) – przystanek kolejowy w miejscowości Myrosławka, w rejonie berdyczowskim, w obwodzie żytomierskim, na Ukrainie. Położony jest na linii Koziatyn – Berdyczów – Szepetówka.